# Phönix-Schwingen
Phönix-Schwingen (Ailes du Phoenix) est une valse de Johann Strauss (Sohn) (op. 125). L'œuvre est créée le 17 janvier 1853 dans la salle Sofienbad à Vienne.

## Histoire
Le nom Phönix-Schwingen permet deux interprétations possibles. D'une part, le compositeur se sent à nouveau bien après une longue maladie. Cela lui donne l’impression d’être « un phénix renaissant de ses cendres ». La deuxième interprétation fait référence à une entreprise de wagons appelée Phönix, qui vient alors d'être fondée à Vienne. Strauss dédie cette œuvre à son collègue musicien Hans von Bülow (1830-1894).

## Durée
Sa durée d'exécution est d'environ 7 minutes et 10 secondes. Elle peut varier légèrement selon l'interprétation musicale du chef d'orchestre.

## Interprétations notables
La pièce est notamment jouée lors de concerts du nouvel an : en 1996, sous la direction de Lorin Maazel, et en 2022, sous la direction de Daniel Barenboïm.